# Mielitis transversa
La mielitis transversa o mielitis transversa aguda es un trastorno neurológico causado por una inflamación de la sustancia gris y blanca de un segmento de la médula espinal que ocasiona trastornos sensitivos, motores y autonómicos en grado y duración variables.
Las causas de la mielitis transversa no están claras y se ha considerado idiopática, sin embargo, se ha relacionado con la esclerosis múltiple, la neuromielitis óptica, infecciones, trastornos autoinmunes, vasculitis, algunos fármacos, y neoplasias.

Las lesiones son inflamatorias y pueden afectar a ambos lados de la médula espinal, un solo cordón o una sola hemimedula.
La mielitis transversa aguda se presenta repentinamente y progresa rápidamente, en horas o días. Las lesiones pueden afectar a cualquier parte de la médula espinal aunque normalmente solo afectan a una pequeña parte. Si el segmento es dañado de gravedad puede afectar a todos los dermatomas desde ese punto hacia abajo.
En algunos casos la enfermedad es presumiblemente causada por una infección viral o por una vacunación y también puede estar asociada a una lesión de la médula espinal, a reacciones autoinmunes, a esquistosomiasis o a un flujo insuficiente de sangre a través de los vasos de la médula espinal. 
Los síntomas incluyen debilidad y entumecimiento de los miembros, déficit de movimiento, sensitivo y de esfínteres. En algunos pacientes pueden aparecer fuertes dolores de espalda en los comienzos de la enfermedad. El tratamiento es únicamente sintomático, los corticoesteroides son usados con un éxito limitado. 
El diagnóstico se hace a través de la historia clínica, el examen físico, el estudio del líquido cefalorraquídeo (punción lumbar) y, en algunos casos, la resonancia magnética de la médula espinal.
Es importante tener en cuenta que cada caso es diferente. Muchos no presentan dolores, y otros pueden ser afectados en diferentes partes del cuerpo como piernas, pies, brazos, manos, y cuello, dependiendo en qué nivel de la médula espinal existe la inflamación medular.
Las expectativas de recuperación total son generalmente  desalentadoras. La recuperación de la mielitis transversa usualmente comienza entre las semanas 2 y 12 siguientes al comienzo y pueden continuar hasta los 2 años en algunos pacientes. Muchos de estos pacientes quedan con una discapacidad considerable. Algunos pacientes no muestran ningún signo de recuperación. La fisioterapia puede ser útil en la recuperación de las funciones motoras, en aquellos pacientes que tengan posibilidad de recuperación, y si esto no es posible, en la readecuación del paciente a su nuevo entorno, y todo lo que este conlleva.